# 荒町 (福島市)
荒町（あらまち）は、福島県福島市の町名。丁番を持たない単独町名である。郵便番号は960-8042。

## 地理
市の本庁所管にあたる中央東地域に属する。福島駅東口の駅前繁華街から南東に位置する。東西は福島市道早稲町清明町4号線（西裡通り）から福島市道中町柳町線（東裡通り）にかけて、旧奥州街道（福島県道148号水原福島線）の東西両側にまたがる約180m、南北は福島市道荒町3号線、柳町1号線から福島市道荒町1号線にかけての約200mの範囲を町域とする。北で中町、北東で杉妻町、南東で御倉町、南で柳町、南西で清明町、北西で五月町と隣接する。町域は奥州街道に沿いビルや店舗が立ち並び、裏手に民家が立ち並ぶ。上町に所在する 福島警察署及び天神町に所在する福島消防署のそれぞれ管轄にあたる。

## 歴史
江戸時代以前の福島城下町として栄えてきた地域である。当時より区域はほぼ変わらず、明治初期に安良町と称された時もあったが、後に荒町と名を戻し現在までに至る。福島市を代表するデパートであった中合は当町域で創業し、後に大町に移転、その後福島駅前の栄町に移転した。

## 世帯数と人口
2020年（令和2年）10月30日現在の世帯数と人口は以下の通りである。
| 町丁 | 世帯数  | 人口  |
| ---- | ------- | ----- |
| 荒町 | 102世帯 | 206人 |

## 小・中学校の学区
市立小・中学校に通う場合、学区は以下の通りとなる。
| 番地 | 小学校                 | 中学校                 |
| ---- | ---------------------- | ---------------------- |
| 全域 | 福島市立福島第一小学校 | 福島市立福島第一中学校 |

## 交通

### 鉄道
- 町域内に鉄道施設はない。最寄り駅はJR東北本線福島駅。

### 道路
- 福島県道148号水原福島線（旧奥州街道・旧国道4号）
  - 福島交通路線バス荒町バス停（蓬萊団地・土湯温泉方面、福島駅東口方面）
- 福島市道早稲町清明町4号線（西裡通り）
- 福島市道中町柳町線（東裡通り）
- 福島市道33号矢剣町鳥谷下町線（天神橋通り）

## 施設
- 日産プリンス福島販売本社 - 社屋部分。中合創業地跡である。
- 協働会館
  - 自治労福島県本部
  - 全労済福島推進本部